# Антонио де Лейва
Анто́нио де Ле́йва, князь Аско́ли, герцог Террано́ва (исп. Antonio de Leyva; 1480 — 1536) — испанский генерал времён Итальянских войн, первый испанский губернатор Милана. Во время Итальянской войны 1521 года он руководил обороной Павии во время осады города Франциском I Французским и принял участие в битве при Павии в 1525 году.

## Биография
Семья де Лейва происходила из Наварры. Его военная карьера началась в южной Испании, когда в 1502 году он принял участие в борьбе с восставшими мудехарами на территории бывшего Гранадского эмирата.
Позднее служил в Италии (1503—1504) под командованием знаменитого Великого капитана. Принял участие в Итальянских войнах, в 1512 году был ранен в битве при Равенне, позднее воевал возле Милана под командованием Фернандо д’Авалоса, в 1524 году участвовал в неудачной кампании в Провансе.
После смерти Фернандо д’Авалоса в 1525 году возглавил вместо него находившуюся на территории Миланского герцогства армию Священной Римской империи. Когда в 1535 году скончался последний миланский герцог — Франческо II Мария Сфорца — то император Карл V назначил де Лейву губернатором Милана.
Антонио де Лейва скончался от подагры в 1536 году, во время очередной кампании в Провансе. Похоронен в Милане. Его потомки проживают в Милане до сих пор.